# Gura Teghii (gmina)
Gura Teghi – gmina w Rumunii, w okręgu Buzău. Obejmuje miejscowości Furtunești, Gura Teghii, Nemertea, Păltiniș, Secuiu, Vadu Oii i Varlaam. W 2011 roku liczyła 3439 mieszkańców.